# Aquis perversa
Aquis perversa är en fjärilsart som beskrevs av Embrik Strand 1917. Aquis perversa ingår i släktet Aquis och familjen trågspinnare. Inga underarter finns listade i Catalogue of Life.